# 心の扉 (陣内大蔵の曲)
『心の扉』（こころのとびら）は、陣内大蔵の13枚目のシングル。1992年7月22日にファンハウスよりリリースされた。現在廃盤。

## 概要
前作「新しい風」より4ヶ月ぶりとなるシングル。日本テレビ系テレビドラマ「教師夏休み物語」主題歌。最も売れたCDシングル。

## 収録曲
全曲作詞：陣内大蔵・山中耕作／作曲：陣内大蔵／編曲：国吉良一
1. 心の扉
2. 抱きしめたい
3. 心の扉（オリジナル・カラオケ）

## 収録作品
| 発売日         | タイトル                                                |
| -------------- | ------------------------------------------------------- |
| 1992年9月2日   | 『TWIN』                                                |
| 1992年9月9日   | 『教師夏休み物語 サウンドトラック』                     |
| 1992年11月26日 | 『THE SINGLES '88-'92』                                 |
| 1995年2月1日   | 『コンプリートアルバム』                                |
| 1999年10月21日 | 『J-POP 90'S COLLECTION』                               |
| 2006年9月29日  | 『J-POP STATION』                                       |
| 2008年3月26日  | 『Jinnouchi～20 years～』                               |
| 2008年10月22日 | 『Eternal -the best love songs of male-』               |
| 2011年4月27日  | 『GOLDEN☆BEST陣内大蔵』                                 |
| 2012年12月26日 | 『クライマックス ジェントル・ソングス』                 |
| 2021年3月6日   | 陣内大蔵&YASS『Sweet Dreams』（ピアノバージョンが収録） |